# TV Holz
Der TV Holz (Turnverein Holz 02 e.V.) wurde 1902 in Holz gegründet und ist der mitgliederstärkste Sportverein der Großgemeinde Heusweiler. Aushängeschild sind die Volleyballfrauen, die als proWIN Volleys TV Holz bis 2022 in der 2. Bundesliga Süd spielten.

## Volleyball
Von 2014 bis 2016 sowie von 2018 bis 2022 spielten die Frauen als proWIN Volleys TV Holz in der 2. Bundesliga Süd und seitdem in der 3. Liga Süd. Trainer ist Sergej Danilov, Mannschaftsverantwortlicher ist Steven Weber. Die Heimspiele der proWIN Volleys werden in der Multifunktionssporthalle der Hermann-Neuberger-Sportschule in Saarbrücken oder in der Sporthalle der Friedrich-Schiller-Schule in Heusweiler ausgetragen.
Bei den proWIN Volleys gibt es noch drei weitere Frauenmannschaften und mehrere Jugendmannschaften.

## Weitere Sportarten
Außer Volleyball werden beim TV Holz u. a. die Sportarten Badminton, Handball, Karate, Tanzen sowie Turnen und Fitness ausgeübt.